# Ceratia proxima
Ceratia proxima is een slakkensoort uit de familie van de Iravadiidae. De wetenschappelijke naam van de soort is voor het eerst geldig gepubliceerd in 1850 door Forbes & Hanley.